# 안산시 상록구 갑
안산시 상록구 갑은 대한민국의 폐지된 국회의원 선거구이다. 당시 경기도 안산시 상록구의 일부 지역을 관할했다.

## 역사
2002년 11월, 안산시에 구제가 실시되면서 일반구인 상록구가 신설되었다. 이에 제17대 국회의원 선거를 앞두고 신설되었다.
2024년 제22대 국회의원 선거를 앞두고 안산시 지역의 선거구가 개편되었다. 이에 안산시 상록구 갑 선거구에 해당하는 지역들이 모두 신설되는 안산시 갑 선거구에 편입됨에 따라 폐지되었다.

## 관할 구역

### 안산시 상록구
- 사동
- 사이동
- 해양동
- 반월동
- 본오1동
- 본오2동
- 본오3동

## 역대 국회의원
| 선거   | 정당 | 정당         | 의원   |
| ------ | ---- | ------------ | ------ |
| 2004년 |      | 열린우리당   | 장경수 |
| 2008년 |      | 한나라당     | 이화수 |
| 2012년 |      | 민주통합당   | 전해철 |
| 2016년 |      | 더불어민주당 | 전해철 |
| 2020년 |      | 더불어민주당 | 전해철 |

## 역대 선거 결과

### 대한민국 제17대 국회의원 선거
|  | 44.31% |

|  | 26.09% |

|  | 21.72% |

|  | 6.25% |

|  | 1.61% |

### 대한민국 제18대 국회의원 선거
|  | 38.50% |

|  | 30.08% |

|  | 23.92% |

|  | 5.27% |

|  | 1.36% |

|  | 0.85% |

### 대한민국 제19대 국회의원 선거
|  | 60.76% |

|  | 39.23% |

### 대한민국 제20대 국회의원 선거
|  | 38.80% |

|  | 28.79% |

|  | 24.03% |

|  | 6.34% |

|  | 2.01% |

### 대한민국 제21대 국회의원 선거
|  | 58.55% |

|  | 38.06% |

|  | 1.98% |

|  | 0.73% |

|  | 0.65% |